# Expedición de Long

La bandera de Jane Long, esposa de James Long, primera bandera de la República de James Long, y la primera bandera que portaba la legendaria estrella solitaria de Texas.

La Expedición de Long fue un intento de ocupación paramilitar de la Texas española, llevado a cabo por el coronel angloamericano James Long, entre 1819 y 1821, con el objetivo de crear una república en Texas, y obtener concesiones de tierras para colonos angloamericanos. Pese a que comúnmente recibe la denominación de General Long, James Long no era militar, sino médico; el mando de la expedición y el título de general le fueron conferidos quizá porque su tío político había sido general.
Fue la última de las diversas expediciones de filibusteros angloamericanos que operaron en los territorios españoles en Norteamérica. En 1819 realizó una primera incursión en territorio novohispano, cuando Texas aún era parte de España, estableciendo allí, con efímero éxito, un pequeño gobierno independiente, conocido como la República de Texas (distinta de la posterior República de Texas creada por la Revolución de Texas). También se le denomina en ocasiones Segunda República de Texas, siendo la primera el régimen establecido por el Ejército Republicano del Norte de la Expedición de Gutiérrez-Magee. La Expedición de Long se desmoronó más tarde ese mismo año, cuando las tropas españolas expulsaron a los invasores. 
Long regresó a Texas en 1820, instalándose en la bahía de Galveston, e intentó restablecer su República.En el otoño de 1821 dirigió una expedición de 52 hombres al Presidio La Bahía. Para entonces, México había ganado su independencia del Imperio Español y había fortalecido sus defensas de Texas. Los mexicanos capturaron a Long y lo llevaron a la Ciudad de México, donde un guardia le disparó seis meses después. El tiroteo fue declarado accidental, aunque hay evidencia de que el guardia fue contratado por José Félix Trespalacios, un revolucionario mexicano y ex aliado de Long.

## Contexto
A partir de 1810, los territorios españoles de América del Norte y del Sur comenzaron a emprender procesos de rebelión contra la metrópoli. En particular, la Guerra de Independencia de México, iniciada en 1810, sumió al Virreinato de la Nueva España en una importante crisis social y administrativa, y dificultó que España protegiera y controlara adecuadamente sus territorios virreinales más remotos, como lo era Texas, fronteriza con una nación joven, fuerte y con ambiciones expansionistas como lo era Estados Unidos. 
Atraídos por la promesa de obtener tierras gratis y riqueza, muchos hombres de Estados Unidos, conocidos como filibusteros y movidos por una mezcla difícilmente discernible de convicciones ideológicas e intereses económicos y comerciales, se unieron a diversas expediciones que tenían como objetivo arrebatar Texas a España y establecerse allí, con una administración independiente bajo su control, o al menos próxima a sus intereses. Estos intereses se hallaban frecuentemente entrelazados con la ayuda que habitualmente prestaban a los revolucionarios independentistas que luchaban en México contra la administración española. 
Así mismo, desde la Compra de Luisiana en 1803, la misma propiedad de Texas también estuvo en frecuente disputa entre Estados Unidos y España, dada las ambigüedades y contradicciones de los límites de Luisiana, los cuales no estaban especificados claramente en los tratados originales entre España y Francia. Estados Unidos defendía la idea de que la Compra de Luisiana incluía la totalidad de Texas y la mayor parte de Florida Occidental, mientras que España consideraba que la frontera estaba en el Río Rojo y Natchitoches, quedando Texas bajo control español. 

## Preparación
A principios de 1819, España y Estados Unidos firmaron el Tratado de Adams-Onís, que establecía el límite entre Estados Unidos y Texas en el río Sabine, tras unos años de franja neutral existente allí entre ambas naciones. Muchos estadounidenses se mostraron indignados, al considerar que Estados Unidos había abandonado toda reclamación territorial sobre Texas. Esta indignación tuvo especial calado en Natchez. 
Una de las voces más vehementes contra el tratado fue James Long. Long era médico, y había servido en la Guerra de 1812 bajo las órdenes de Andrew Jackson. Era un hombre culto que conocía bien el horror de la guerra y disfrutaba de una cómoda vida en su plantación de Natchez. Tuvo relación, en su momento, con algunos participantes de anteriores expediciones filibusteras en la Texas española.
El descontento popular existente en Natchez sobre esta cuestión pronto se tornó en pretensión de acción militar, con el objetivo de recuperar un territorio que una parte importante de la población local estaba convencida de que les pertenecía. Varios hombres comenzaron a reunirse en Natchez para preparar una invasión de Texas. Pronto eligieron a Long como su líder, pese a que su única experiencia militar previa había sido como cirujano en la Guerra de 1812, para "liberar a Texas del yugo de las autoridades españolas, ... el despotismo más atroz de los anales de Europa" . La prensa de Natchez se pronunciaba a favor de la intervención, sentenciando que "nunca hubo un momento más propicio para llevar a cabo" tal propósito. A finales de junio, Long había recibido promesas de que obtendría una recaudación de más de 500.000 dólares para tal empresa, y unos 200 hombres, incluidos James Bowie y Ben Milam, se habían unido a la expedición. Estuvo apoyado financieramente por el general norteamericano James Wilkinson (tío de su esposa Jane), y logró el apoyo directo de los niveles más altos del Gobierno de los Estados Unidos, que estaba envuelto con España en difíciles negociaciones para un tratado de límites definitivo. La administración norteamericana ambicionaban las dos Floridas y Texas, y por lo tanto, cualquier tipo de expedición que provocase el caos en la provincia novohispana sería de gran utilidad a los intereses de Washington. 

## Incursión de 1819. La Segunda República de Texas.
Armados con apoyo directo de las autoridades norteamericanas, 125 hombres al mando de Eli Harris penetraron en territorio español y marcharon, a través del río Sabine, hasta Nacogdoches, ocupándola el 8 de junio de 1819. Long cruzó la frontera días después con 75 hombres más. El 22 de junio, la fuerza combinada estableció un nuevo gobierno, con Long como presidente y comandante en jefe del Ejército de la Segunda República de Texas. Se constituyó un Consejo Supremo de 21 miembros, entre los que destacaban los nombres de Stephen Barker, Horatio Bigelow, John G. Burnet, Hamlin Cook, J. Child, Peter Samuel Davenport, Pedro Procello, John Sibley, W. W. Walker y Bernardo Gutiérrez de Lara (antiguo presidente de la Primera República de Texas y comandante en jefe del antiguo Ejército Republicano del Norte). A ellos se unió Vicente Tarín, antiguo comandante de la 2.ª Compañía Volante de Álamo de Parras y líder más importante de la resistencia antiespañola en Texas.
Al día siguiente, emitieron una declaración de independencia, inspirada en la Declaración de Independencia de los Estados Unidos. El documento denunciaba agravios que consideraban que habían recibidos por parte de los españoles, empleando términos como "rapacidad española" y "tiranía odiosa", y prometía libertad religiosa, libertad de prensa y libre comercio. El consejo también asignó 10 millas cuadradas (aproximadamente 26 kilómetros cuadrados) de tierra a cada miembro de la expedición y autorizó la venta de tierras adicionales para recaudar dinero en efectivo para el incipiente gobierno. En un mes, la expedición había aumentado a 300 miembros.
Dada la escasa reacción de las tropas españolas, el nuevo gobierno empezó a conceder títulos de propiedad sobre las tierras y estableció puestos comerciales cerca de Anáhuac a lo largo del río Trinity y el río Brazos. También fundaron el primer periódico en inglés que sería publicado en Texas, de manos del periodista Horatio Bigelow. El Texas Republican tenía por objetivo entre la población angloamericana de Luisiana difundir una buena imagen del nuevo gobierno. Duró sólo un mes: agosto de 1819. Así mismo, el nuevo gobierno instauró una nueva bandera, similar a la norteamericana, pero con una estrella blanca en un recuadro rojo, que se izó en Nacogdoches. Había nacido la Lone Star, que sería con posterioridad un importante símbolo de Texas.
Long también contactó con Jean Lafitte, quien dirigió una gran operación de contrabando en la isla de Galveston y había establecido allí una instalación portuaria, para incorporar su puerto al nuevo régimen republicano. Long desconocía que Lafitte, aunque ayudar a esta expedición le podría servir para mejorar sus malas relaciones con Estados Unidos, temía enemistarse con las autoridades españolas, que hasta la fecha no habían interferido en sus asuntos. Mientras hacía numerosas promesas (y daba excusas) a Long, Lafitte fue recopilando información sobre la expedición y la transmitió a las autoridades españolas. El 16 de julio, el cónsul español en Nueva Orleans advirtió al virrey en la Ciudad de México su convicción acerca de que esta expedición era la "más grave que ha amenazado al Reino". Debido a la falta de ayuda de Lafitte, la expedición pronto se quedó sin provisiones. Long dispersó a sus hombres para buscar comida. La disciplina comenzó a derrumbarse y muchos hombres, incluido Bowie, optaron por regresar a casa. A principios de octubre, Lafitte llegó a un acuerdo con Long para hacer de Galveston un puerto oficial para el nuevo país y nombrar a Lafitte gobernador. 
Poco tiempo después, las tropas españolas acuarteladas en San Antonio de Béxar recibieron órdenes de acabar con la expedición filibustera. Eran tropas experimentadas, al mando del coronel Ignacio Pérez. Long envió a su familia de vuelta a los Estados Unidos e intentó impedir una confrontación abierta con el ejército español. Sin conseguirlo, fueron sorprendidos de noche en su campamento en el río Brazos, y 22 hombres fueron hechos prisioneros. Entre los fallecidos se encontraba el hermano de James Long, el coronel David Long. Con posterioridad, las tropas españolas se dirigieron hacia la frontera con Estados Unidos y destruyeron todos los puestos y asentamientos de los partidarios de los filibusteros que había entre los ríos Brazos y Trinidad. Tras tomar Coushatta, donde quedaba un pequeño grupo armado al mando del Capitán Smith, no quedaba ninguna resistencia filibustera frente a las autoridades españolas. Long se reunió en la Península Bolívar con miembros de la expedición que habían sobrevivido, y tras cruzar el río Sabine, logró escapar a Natchitoches, Luisiana.  Otros miembros de la expedición huyeron a Galveston y se establecieron a lo largo de la Península Bolívar.
Las tropas españolas arrasaron los cultivos y construcciones de los colonos angloamericanos y reocuparon Nacogdoches, asegurando la frontera nuevamente. Tanto Nacogdoches como el conjunto de la Texas española empezaban a padecer un serio problema de vaciamiento demográfico.

## 1820 y 1821. Ocupación del Presidio La Bahía
Tras su regreso a Nueva Orleans, Long decidió reintentar su plan, buscando apoyo en aquellos que podían tener más interés en su éxito y se hallaban vinculados al gobierno norteamericano. Logró el apoyo del general Eleazar W. Ripley, que lideraría militarmente la expedición y políticamente la República. Ripley, que mostraba cada vez más interés en la República, preparó planes para estimular el comercio, la educación, la cultura, incluyendo medidas para garantizar libertades comerciales, religiosas, de prensa y de prohibición de la esclavitud.
La esposa de Long y uno de sus sirvientes se habían acogido en Galveston gracias a la hospitalidad de Lafitte, que a su vez fue recogiendo con sus barcos a todos los refugiados que huían por la costa del avance del ejército español. Long logró sumar a su proyecto a José Félix Trespalacios, Ben Milam, John Austin y William H. Christy, que prepararon una expedición para apoyar a los rebeldes mexicanos en el sur.
El objetivo más inmediato de esta nueva expedición filibustera pasaba por tomar el Presidio La Bahía. Apoyándose en la flota de Lafitte, el plan de Trespalacios, Milam y Christy era navegar hasta Tampico, que se hallaba bajo control rebelde, y unirse con las fuerzas de Long en La Bahía. Con el objetivo de recabar mayor apoyo mexicano a su causa, Long nombró presidente de la República de Texas a Trespalacios y vicepresidente a Bernardo Gutiérrez de Lara. Long se unió a los hombres de su anterior expedición que se hallaban refugiados de la Península Bolívar el 6 de abril de 1820, con más refuerzos, y continuó recaudando dinero para equipar una segunda incursión. Cincuenta hombres intentaron unirse a él desde Estados Unidos, pero fueron arrestados por las autoridades estadounidenses cuando intentaban cruzar a Texas. Los hombres que se habían unido a Long se sintieron decepcionados porque fueron retribuidos con vales, y gradualmente comenzaron a desertar. En diciembre de 1820, Long estaba al mando de sólo 50 hombres.
Con la ayuda de Ben Milam y otros, Long revitalizó el Consejo Supremo. Más tarde rompió con Milam, y la expedición empezó a tomar un rumbo incierto. Long dejó a su mujer en Bolívar con una escolta, y el 19 de septiembre de 1821 Long y 52 hombres marcharon tierra adentro para capturar el Presidio La Bahía. Navegaron hasta la Bahía de Matagorda y desembarcaron en la desembocadora del río Colorado. El presidio cayó fácilmente el 4 de octubre, en fechas en que la independencia de México de España estaba prácticamente consumada. No obstante, cuatro días después, Long se vio obligado a rendirse ante las tropas españolas al mando de Ignacio Pérez. Se les incautaron armas, pertrechos de guerra y dos buques. 

## Captura y fin de la expedición filibustera
Siguiendo órdenes del gobernador realista Antonio María Martínez, Long fue trasladado a Monterrey y trató de excusarse aduciendo que al saber que México quería independizarse quiso tomar parte en la empresa prestándole sus servicios, cosa que no satisfizo al coronel Gaspar López, comandante general de Coahuila, que terminó por enviar a Long a la capital. El 8 de abril de 1822, tras recibir honores como defensor de la libertad, Long murió en prisión en oscuras circunstancias, al parecer, asesinado a tiros por un guardia, según señaló su compañero de cárcel José Félix Trespalacios, que sería nombrado primer gobernador imperial de Texas el 17 de agosto de aquel año.
En mayo de 1822, el presidente de los Estados Unidos de América, James Monroe, reconoció la independencia de México. El embajador norteamericano que pasaba con destino a Chile, hizo una parada en la Ciudad de México, y en diciembre de 1822, logró que los últimos prisioneros angloamericanos fuesen liberados y trasladados a los Estados Unidos, transporte que finalmente se hizo a bordo del navío USS John Adams. La historia de la última expedición filibustera en territorio novohispano, había llegado a su fin, terminando definitivamente este tipo de acciones armadas sobre el ahora suelo mexicano.